# Буларка, Валериу
Валериу Буларка (рум. Valeriu Bularca; 14 февраля 1931, Ынторсура-Бузэулуй, жудец Ковасна, Королевство Румыния — 7 февраля 2017, Брашов, Румыния) — румынский борец и тренер греко-римского стиля, серебряный призер летних Олимпийских игр в Токио (1964), первый румынский чемпион мира по борьбе, первый румынский призёр чемпионатов мира. Заслуженный мастер спорта Румынии (1961). Кавалер ордена Звезды Румынской Народной Республики 3 степени (1961) и ордена «За спортивные заслуги» 2 степени 1 типа (2004).

## Спортивная карьера
Борьбой занялся в Брашове. Подростком он начал учиться на слесаря на сталелитейном заводе, а также начал заниматься борьбой в заводском спортивном клубе. Позже он перешел в клуб «Красное знамя» (рум. CS Steagu Roșu), тренировался под руководством заслуженного тренера Иона Мурешана. В дальнейшем выступал за борцовские клубы «Динамо», «Энергия» и «Прогресул». В 1958 году он заменил Марина Белуджицу, который лидировал в своей весовой категории, на чемпионате Румынии. С этого момента он стал профессионально заниматься борьбой, лишь числясь на предприятии.
Семикратный чемпион Румынии по греко-римской борьбе (1957—1961, 1963, 1964), чемпион Румынии по вольной борьбе (1955). Побеждал на Балканских играх 1964 года.
В 1958 году завоевал бронзовую медаль чемпионата мира по борьбе в Будапеште. В 1960 году принял участие в Олимпийских играх в Риме, но занял лишь 15 место. В 1961 году выиграл мировое первенство в Иокогаме, однако через год в американском Толидо (1962) стал лишь 14-м. На летних Олимпийских играх в Токио (1964) завоевал серебряную медаль. В 1965 году принял участие в чемпионате мира по борьбе в британском Манчестере, на котором занял 7 место.
После завершения спортивной карьеры работал тренером по борьбе в СК «Красное знамя» в Брашове. Имя борца носит спортивный зал в родном городе, проводится международный юношеский турнир Иона Мурешана и Валериу Буларки.